# Владимир Цвејић
Владимир Цвејић је српски глумац и редитељ, дугогодишњи  члан и уметнички директор Академског позоришта „Бранко Крсмановић”.
Управник Драмске дружине А из Београда која негује политичко-сатирични кабаре и стендап наступе.
Члан је Удружења драмских уметника Србије (УДУС) од 1992. године.
Добитник награда и признања „Мата Милошевић”, „Мирослав Беловић” и плакете за глуму „Зоранов Брк”, као и 18 награда за најбољу режију на домаћим и страним фестивалима студентских позоришта.

## Филмографија
| Год   | Назив                                         | Улога                    |
| ----- | --------------------------------------------- | ------------------------ |
| 1986. | Одлазак ратника, повратак маршала (ТВ серија) |                          |
| 1992. | Театар у Срба (ТВ серија)                     |                          |
| 2012. | Непобедиво срце (ТВ серија)                   | Господин Јовић           |
| 2013. | Фалсификатор                                  | Старији мушкарац - јатак |
| 2013. | Равна гора (ТВ серија)                        | Мајор безбедности        |
| 2016. | Сумњива лица (ТВ серија)                      | Старији новинар 2        |
| 2017. | An Ordinary Man                               | Conductor                |
| 2017. | Пси лају, ветар носи (ТВ серија)              | Заставник                |
| 2018. | Шифра Деспот (ТВ серија)                      | Портир                   |
| 2018. | Немањићи-рађање краљевине                     | Стари дворјанин          |